# Princesa do Solimões EC
Der Princesa do Solimões Esporte Clube, in der Regel nur kurz Princesa do Solimões genannt, ist ein Fußballverein aus Manacapuru im brasilianischen Bundesstaat Amazonas.
1989 nahm der Klub an der Divisão Especial 1989 teil, der zwölften Spielzeit der zweiten Fußballliga Brasiliens. Im Gegensatz zum Vorjahr war die Liga von 24 auf 96 Teilnehmer aufgestockt worden. Die beiden Finalisten qualifizierten sich für die erste Liga 1990. Die Plätze drei bis 22 erhielten eine Startberechtigung für die zweite Liga 1990. Princesa belegte den 78. Platz.
Aktuell spielt der Verein in der vierten brasilianischen Liga, der Série D sowie in der Staatsmeisterschaft von Amazonas.

## Erfolge
- Staatsmeisterschaft von Amazonas: 2013
- Staatsmeisterschaft von Amazonas Vizemeister: 1995, 1997, 2014, 2015, 2016, 2022

## Stadion
Der Verein trägt seine Heimspiele im Estádio Olímpico Municipal Gilberto Mestrinho, auch unter dem Namen Gilbertão bekannt, in Manacapuru aus. Das Stadion hat ein Fassungsvermögen von 8000 Personen.

## Trainer
Stand: 20. November 2024
| Trainer           | Nation    | von               | bis              |
| ----------------- | --------- | ----------------- | ---------------- |
| Marcos Piter      | Brasilien | 22. Februar 2013  | 26. Mai 2014     |
| Zé Marco          | Brasilien | 6. Februar 2015   | 22. Oktober 2016 |
| Alberone de Souza | Brasilien | 15. Februar 2017  | 6. April 2018    |
| Aderbal Lana      | Brasilien | 18. November 2021 | 31. März 2022    |
| Aderbal Lana      | Brasilien | 8. August 2022    | 9. August 2023   |
| João Cavalo       | Brasilien | 12. Januar 2024   | 5. April 2024    |
| Maurinho          | Brasilien | 24. April 2024    | 27. Juni 2024    |
| Sérgio Duarte     | Brasilien | 27. Juni 2024     |                  |